# 劉文祥 (音樂家)
劉文祥，台灣胡琴演奏家、作曲家、指揮家，現任台南市歸仁國中國樂團總指揮、國立台南藝術大學中國音樂學系兼任講師。
台北市中國文化大學音樂學系中國音樂組學士，台南市官田區國立台南藝術大學民族音樂學研究所碩士（論文題目〈論述台灣現代國樂的歷史脈絡與發展（1900－迄今）－政治體制下的音樂文化演變〉）。
曾任高雄市實驗國樂團（現在的高雄市國樂團）團員，演奏中胡、二胡等胡琴類樂器。
1990年起向高雄市實驗國樂團時任駐團首席指揮關迺忠學習作曲藝術。
1995年起跟高雄市實驗國樂團時任駐團首席指揮閻惠昌學習指揮藝術，並任高雄市實驗國樂團助理指揮，輔助駐團首席指揮閻惠昌和副指揮郭哲誠指導樂隊。
台南市立民族管絃樂團2000年8月1日成立后，他專任指揮。
曾與多個樂團到美國（舊金山、洛杉磯、西雅圖、華盛頓特區等）、奧蘭多、聖荷西等）、中國（上海、廣州、珠海、廈門、寧波等）、日本（仙台等）、紐西蘭等多國舉行音樂會。
譜曲作品有《憶》（笛曲）、《台灣情》（豎笛與長笛）、《台灣民謠幻想組曲》、《吳園綺想曲》
、《西北雨狂想曲》等。
編曲作品有《月圓花好》（香港中樂團音樂會曲目，閻惠昌指揮）、《何日君再來》、《恰似你的溫柔》、《五更鼓》、《勸世歌》、《思想起》、《留傘調》、《桃花過渡》、《都馬調》等。
他的許多編曲配器作品從台灣歌仔戲音樂曲調取材，並在2007年指揮台南市立民族管絃樂團伴奏高雄市尚和歌仔戲劇團大型舞台公演《野仲與遊光》世界首演和台南市首演，讓台南市立民族管絃樂團成為台灣史上第3個給大型舞台公演歌仔戲全劇伴奏的公營民樂團（第1是台北市立國樂團，曾伴奏《劉全進瓜》、王振義編腔作曲配器的《新白蛇傳》、《寒月》、《御匾》、《命運不是天注定》、《新天鵝宴》第1版等；第2是與明華園在2003年合作《劍神呂洞賓》的國立實驗國樂團）。
他指揮台南市立民族管絃樂團錄製《民樂逍遙遊》、《安平追想起》、《長歌短調試新韻》、《欸乃一聲山水綠》音樂專輯。
2008年8月22日與8月23日指揮台南市立民族管絃樂團與香港中樂團團長黃安源合作二胡曲《天山風情》、墜胡曲《迎親人》、《家鄉的喜訊》、《好漢歌》（趙季平作曲）、京劇胡琴（京胡）曲《夜深沉》（京劇二胡；京二胡是梁金寧）在彰化縣員林鎮和台南市巡迴公演。
| 前任： 首任 {{s-title\|台南市立民族管絃樂團指揮\|2000年—2021 |